# Усть-Пристань
Усть-При́стань (рос. Усть-Пристань) — присілок у складі Дмитровського міського округу Московської області, Росія.

## Населення
Населення — 9 осіб (2010; 10 у 2002).
Національний склад (станом на 2002 рік):
- росіяни — 100 %